# Oh Scissors!
Oh Scissors! è un cortometraggio muto del 1911 diretto da Frank Wilson.

## Trama
Un paio di forbici cadute nelle mani di un ragazzino terribile sono la causa di una serie di scherzi ai danni di quelli che gli capitano a tiro.

## Produzione
Il film fu prodotto dalla Hepworth.

## Distribuzione
Distribuito dalla Hepworth, il film - un cortometraggio di 122 metri - uscì nelle sale cinematografiche britanniche nel settembre 1911.
Si conoscono pochi dati del film che, prodotto dalla Hepworth, fu distrutto nel 1924 dallo stesso produttore, Cecil M. Hepworth. Fallito, in gravissime difficoltà finanziarie, il produttore pensò in questo modo di poter almeno recuperare il nitrato d'argento della pellicola.